# 天安门 (纪录片)
《天安门》（英語：The Gate of Heavenly Peace），美國制作的訪問纪录片，透過訪問及回顧，描述关于1989年發生在天安門等地的整個八九學運。該片曾於香港一間戲院上映了幾個月。該電影是由美国纪录片制作人卡玛及其丈夫高富贵（英語：Richard Gordon）担任导演及制片，David Carnochan担任副导演及剪辑工作。该片是美国公共电视台（PBS）的Frontline系列历史纪录片的一集，但同时也作为单独的纪录片上映、发行和参展。该片于1995年10月在美国首映。本片由美國國家人文科學基金、福特基金會、洛克菲勒基金會及美國公共廣播局資助拍攝。

## 內容
《天安门》纪录片稱，“通过采访当年经历过这场运动的学生、工人、知识分子、和政府官员，再现了这五十天内发生的争端、愤怒、无畏、亢奋、荒诞、以及种种悲剧，并对运动中人们所习惯的思维观念和话语体系提出了批评和质疑”。
纪录片没有直接采访抗议运动领袖之一柴玲，而是节选了她的一份录音。柴玲在1989年6月8日逃亡中录音描述称，“我們事後才知道”，6月4日凌晨，在天安门广场上，坦克把学生「輾成了肉餅。有人說同學死了兩百多，也有人講整個廣場已經死了四千多，具體的數字到現在我也不知道。」另一位绝食运动发起人台湾歌星侯德健对天安门广场死亡数百至数千人的传言称，他“6点半还在广场上，一点也没有看见”，认为不应该“用謊言去打擊說謊的敵人”。片中亦呈现了其他运动领袖，包括刘晓波、韩东方、吴国光、梁晓燕的回忆和反思。
影片纪录了部分发生在天安门周围，以及北京其他街区的解放军开枪及人民伤亡的情况，包括后来发起天安门母亲运动的丁子霖描述她儿子蒋捷连参加抗议活动被打死的经过。影片还纪录了大连居民肖斌因为接受美国广播公司（ABC）记者采访，表示政府拿“坦克压学生”，而被判刑10年。影片最后以画外音评价邓小平称，“面对改革带来的危机，他拿起来旧式武器”，“想在历史上留下知民爱民的名声”，“但是六四屠杀成为他无法抹去的一笔”。
同为美国公共电视台纪录片的《Tankman》，同样认为“天安门广场上面并没有发生屠杀，屠杀是发生在其他地方”。

## 訪問人物
本片中，众多参与了1989年天安门抗议运动的人物接受了采访，例如学生领袖王丹、吾尔开希、封从德、項小吉，天安门四君子刘晓波、侯德健，高校老师梁曉燕，知识界代表戴晴、戈扬，工人赵洪亮、吕京花、韩东方，前政府官员吳國光，天安门母亲丁子霖等人。
导演卡玛称，抗议运动天安门广场总指挥柴玲拒绝了采访。影片节选了多段柴玲的录像、录音。

## 争议

### 柴玲
卡玛因为《天安门》纪录片与柴玲有很大争执。记录片的剪辑将柴玲塑造爲反面人物。在柴玲1989年6月逃亡时转述“有人說同學死了兩百多，也有人講整個廣場已經死了四千多”的传言的录音片段后，纪录片紧接着展示侯德健数年后接受采访时表示不应“用謊言去打擊說謊的敵人”。王丹在纪录片中的采访片段也似乎指柴玲靠眼泪博取支持。纪录片剪接了柴玲接受美国记者金培力采访的部分录音片段，包括“不会有任何结果”、“期待的就是流血”、“我們就做第一個死掉的人”、“我們就是要在這里流血，用鮮血和生命來喚起民眾”、“作为我个人，我愿意求生下去”等语句。
《天安门》没有直接采访柴玲；卡玛后来称，她当时坚持采访柴玲，卻被柴玲拒绝。她认为柴玲出尔反尔。1996年《波士顿环球报》的报道称，《天安门》的宣传破坏了柴玲的生活，柴玲称自己收到了恐吓信；卡玛对此感到“大惑不解”，认为柴玲演戏。
对于卡玛的纪录片《天安门》，2009年，王丹、封从德、严家祺、鄭義、盛雪等人签署《致〈天安门〉制片人的公开信》。王丹、封从德等人认为，《天安门》有选择地引用句语和遗漏史实，让观众得出对柴玲的印象；他們指责《天安门》，称“期待流血”、“我愿意求生”等言论争议都为断章取义。有评论认为《天安门》通过大量剪切和对比，对柴玲的形象刻意塑造引导，原先王丹承受主要攻击，《天安门》广泛传播之后则被柴玲顶替。王丹也写了一封《为柴玲辩护——致港大学生的信》声援柴玲。而后，天安门网站上卡玛发表公开信坦言，无法因为一位历史人物（指柴玲）的不完美，而认为对人民开枪的政府是合理的。
2007年，担任Jenzabar公司总裁的柴玲以损害名誉和商标侵权为由，起诉《天安门》纪录片制片人卡玛。卡玛的长弓公司发起呼吁，希望社会能对事件给予关注，并要求维护自身权利、捍卫言论自由。

## 外部連結
- 官方网站
- YouTube上的纪录片《天安门》完整版
- 2009年5月1日公布于Youtube的2名外国记者六四前（1989年5月28日）采访柴玲的录像谈话录像的“完整版”，试图澄清封从德等人所称的由于纪录片《天安门》中的“剪接”，而产生的对柴玲的部分影响。视频一共8节，共计73分钟（注：该8个视频本身也不并完全连贯，也有被剪接的痕迹）：(1) （页面存档备份，存于），(2) （页面存档备份，存于），(3) （页面存档备份，存于），(4) （页面存档备份，存于），(5) （页面存档备份，存于），(6) （页面存档备份，存于），(7) （页面存档备份，存于），(8) （页面存档备份，存于）。